# Досо-Казеле (Пјаченца)
Досо-Казеле је насеље у Италији у округу Пјаченца, региону Емилија-Ромања.
Према процени из 2011. у насељу је живело 61 становника. Насеље се налази на надморској висини од 37 м.